# Nechválova Polianka
Nechválova Polianka je obec na Slovensku v okrese Humenné v Prešovském kraji ležící na úpatí Bukovských vrchů. V obci žije 74 obyvatel.

## Poloha
Obec leží v Nízkých Beskydech v údolí Nechválky, která ústí do řeky Udavy. Povrch je mírně členitý s nadmořskou výškou v rozmezí 280 až 626 m n. m., střed obce je ve výšce 320 m n. m. Území je tvořeno flyšovými vrstvami a svahovými hlínami. Lesní porost se nachází na okrajových částech a je tvořen buky, břízami a habry.

## Historie
První písemná zmínka o obci pochází z roku 1547, kde je uváděna jako Polyanka. Pozdější název např. v roce 1568 byl Nechwal, v roce 1773 Negval Polanka, v roce 1927 Nechválova Polianka a od roku 1946 Nechválova Polianka. Obec byla v majetku panství Humenné, šlechticů Drugethovců ještě v 17. století. V roce 1582 byla obec daněna dvěma portami. V 18. až 19. století byla obec v majetku rodu Klobušikovců. V roce 1715 a 1720 byl v obci mlýn a patnáct domácností. V roce 1774, v době vlastnictví hraběte Antona Klobušického, měla obec 63 usedlostí. V letech 1816–1819 byl majetek panství Humenné rozdělen a obec Nechvátalova Poliana byla přidělena rodu Vandernátů. V roce 1787 žilo v obci 559 obyvatel v 67 domech, v roce 1828 zde bylo už 86 domů a 633 obyvatel, tento počet klesl na 433 obyvatel v roce 1869 a v roce 1880 na 341 obyvatel.
Hlavní obživou byla práce v lesích, pálení dřevěného uhlí, tkalcovství a výroba košíků. Po roce 1945 část obyvatel pracovala v Humenném, Snině, Košicích a Ostravě, nebo v lesích a jako soukromí zemědělci.

## Církve
- V roce 1746 byl v obci řeckokatolický chrám. Cerkev byla jednolodní stavba s rovným dřevěným závěrem kněžiště, sakristií a představěnou věží, ve které byly tři zvony. Cerkev byla obnovená v roce 1863. V roce 1950 byla řeckokatolická církev zrušená a majetek předán pravoslavné církvi. K obnově došlo v roce 1968 a vrácení majetku řeckokatolické církvi až v roce 1990. V roce 2015 byly provedeny opravy a výměna interiéru. Od roku 2004 je filiální farností a je přidělená k řeckokatolické farnosti v Pichně.[5]

- Pravoslavný chrám Nannebevstoupení Páně byl postaven v obci v roce 1993. Chrám je přízemní zděná stavba na půdorysu kruhu s čtyřmi výstupky do všech světových stran (kombinace kruhu a kříže) ukončen cibulovou bání a křížem. Chrám byl posvěcen 30. května 1993 metropolitou Pravoslavné Církve v českých zemích a na Slovensku vladykou Nikolajem.[6]